# Équipe de Nouvelle-Zélande masculine de basket-ball
Cet article traite de l'équipe masculine. Pour l'équipe féminine, voir Équipe de Nouvelle-Zélande féminine de basket-ball.
Maillots
L'équipe de Nouvelle-Zélande masculine de basket-ball (en maori : Te kapa poitūkohu o Aotearoa) est la sélection des meilleurs joueurs néo-zélandais de basket-ball. Elle est placée sous l'égide de la Fédération néo-zélandaise de basket-ball ("Basketball New Zealand")  et membre de la FIBA depuis 1951. Son surnom officiel est les Tall Blacks (en maori : Pango Tāroaroa).
Au cours de son histoire, la Nouvelle-Zélande a remporté trois Championnat d'Océanie, participé sept fois à la Coupe du monde et deux fois aux Jeux olympiques. Depuis 2017, l'équipe participe à la Coupe d'Asie, le tournoi a fusionné avec l'ancien Championnat d'Asie pour laisser place à une compétition désormais connue sous le nom de Coupe d'Asie. Sa meilleure performance est une médaille de bronze en 2022.

## Histoire
Les Tall Blacks ont participé aux Jeux olympiques de Sydney où ils finissent à la 11e place avec un bilan de 1 victoire pour 5 défaites, victoire obtenue face à l'Angola dans le match pour la 11e place.
En 2001, ils battent l'Australie deux manches à une lors du championnat d'Océanie, se qualifiant pour le championnat du monde d'Indianapolis 2002. Ils finissent 4e de ce championnat du monde en battant notamment Porto Rico en quart de finale avant d'être successivement vaincus par la Serbie-et-Monténégro et l'Allemagne. Le capitaine de la sélection, Pero Cameron, est alors le seul joueur n'appartenant pas à la NBA à être sélectionné dans l'équipe type du tournoi.
Les Tall Blacks se qualifient également pour les Jeux olympiques Athènes 2004, et finissent avec le même bilan de 1 victoire pour 5 défaites en perdant face à l'Australie dans le match pour la 9e place. Ils avaient pourtant créé la sensation le 7e jour en battant le champion du monde en titre, la Serbie-et-Monténégro, sur le score de 90 à 87.
Depuis 2015, Peak Sport est l'équipementier.

## Résultats

### Palmarès
| Compétitions mondiales                             | Compétitions continentales | Autres compétitions                                            |
| -------------------------------------------------- | --- | -------------------------------------------------------------- |
| - Jeux olympiques - Néant - Coupe du monde - Néant | - Coupe d'Asie - Troisième en 2022 - Championnat d'Océanie (3) - Vainqueur en 1999, 2001 et 2009 - Finaliste en 1971, 1975, 1978, 1979, 1981, 1983, 1985, 1987, 1989, 1991, 1993, 1995, 1997, 2003, 2005, 2007, 2011, 2013 | - Jeux du Commonwealth - Finaliste en 2006 - Troisième en 2018 |

### Parcours en compétitions internationales

#### Jeux olympiques
| Année | Position           |      | Année         | Position     |               | Année | Position |
| 1936  | Équipe inexistante | 1976 | Non qualifiée | 2008         | Non qualifiée |       |          |
| 1948  | Équipe inexistante | 1980 | Non qualifiée | 2012         | Non qualifiée |       |          |
| 1952  | Non qualifiée      | 1984 | Non qualifiée | 2016         | Non qualifiée |       |          |
| 1956  | Non qualifiée      | 1988 | Non qualifiée | 2020         | Non qualifiée |       |          |
| 1960  | Non qualifiée      | 1992 | Non qualifiée | 2024         | Non qualifiée |       |          |
| 1964  | Non qualifiée      | 1996 | Non qualifiée | 2028         | -             |       |          |
| 1968  | Non qualifiée      | 2000 | 11e           | 2032         | -             |       |          |
| 1972  | Non qualifiée      | 2004 | 10e           | Pays inconnu | -             |       |          |

#### Coupe du monde
| Année | Position              |      | Année         | Position |     | Année | Position |
| 1950  | Pas membre de la FIBA | 1978 | Non qualifiée | 2006     | 9e  |       |          |
| 1954  | Non qualifiée         | 1982 | Non qualifiée | 2010     | 12e |       |          |
| 1959  | Non qualifiée         | 1986 | 21e           | 2014     | 15e |       |          |
| 1963  | Non qualifiée         | 1990 | Non qualifiée | 2019     | 19e |       |          |
| 1967  | Non qualifiée         | 1994 | Non qualifiée | 2023     | 22e |       |          |
| 1970  | Non qualifiée         | 1998 | Non qualifiée | 2027     | -   |       |          |
| 1974  | Non qualifiée         | 2002 | 4e            | 2031     | -   |       |          |

#### Coupe d'Asie
| Année | Position                   |      | Année                      | Position     |                            | Année | Position |
| 1960  | Pas membre de la FIBA Asie | 1983 | Pas membre de la FIBA Asie | 2005         | Pas membre de la FIBA Asie |       |          |
| 1963  | Pas membre de la FIBA Asie | 1985 | Pas membre de la FIBA Asie | 2007         | Pas membre de la FIBA Asie |       |          |
| 1965  | Pas membre de la FIBA Asie | 1987 | Pas membre de la FIBA Asie | 2009         | Pas membre de la FIBA Asie |       |          |
| 1967  | Pas membre de la FIBA Asie | 1989 | Pas membre de la FIBA Asie | 2011         | Pas membre de la FIBA Asie |       |          |
| 1969  | Pas membre de la FIBA Asie | 1991 | Pas membre de la FIBA Asie | 2013         | Pas membre de la FIBA Asie |       |          |
| 1971  | Pas membre de la FIBA Asie | 1993 | Pas membre de la FIBA Asie | 2015         | Pas membre de la FIBA Asie |       |          |
| 1973  | Pas membre de la FIBA Asie | 1995 | Pas membre de la FIBA Asie | 2017         | 4e                         |       |          |
| 1975  | Pas membre de la FIBA Asie | 1997 | Pas membre de la FIBA Asie | 2022         | Troisième                  |       |          |
| 1977  | Pas membre de la FIBA Asie | 1999 | Pas membre de la FIBA Asie | 2025         | 4e                         |       |          |
| 1979  | Pas membre de la FIBA Asie | 2001 | Pas membre de la FIBA Asie | 2029         | -                          |       |          |
| 1981  | Pas membre de la FIBA Asie | 2003 | Pas membre de la FIBA Asie | Pays inconnu | -                          |       |          |

#### Championnat d'Océanie
| Année | Position  |      | Année     | Position |           | Année | Position |
| 1971  | Finaliste | 1989 | Finaliste | 2005     | Finaliste |       |          |
| 1975  | Finaliste | 1991 | Finaliste | 2007     | Finaliste |       |          |
| 1978  | Finaliste | 1993 | Finaliste | 2009     | Vainqueur |       |          |
| 1979  | Finaliste | 1995 | Finaliste | 2011     | Finaliste |       |          |
| 1981  | Finaliste | 1997 | Finaliste | 2013     | Finaliste |       |          |
| 1983  | Finaliste | 1999 | Vainqueur | 2015     | Finaliste |       |          |
| 1985  | Finaliste | 2001 | Vainqueur |          |           |       |          |
| 1987  | Finaliste | 2003 | Finaliste |          |           |       |          |

## Personnalités historiques de l'équipe de Nouvelle-Zélande

### Joueurs marquants
- Pero Cameron
- Sean Marks
- Kirk Penney

## Équipe actuelle
Effectif lors de la Coupe du monde de la FIBA 2019.
| Numéro | Joueur             | Poste | Naissance         | Taille | Club 2018-2019       |
| ------ | ------------------ | ----- | ----------------- | ------ | -------------------- |
| 0      | Tai Webster        | 1/2   | 29 mai 1995       | 1,93 m | Galatasaray SK       |
| 3      | Finn Delany        | 3/4   | 12 août 1995      | 2,00 m | KK FMP               |
| 5      | Shea Ili           | 1     | 6 octobre 1992    | 1,84 m | Wellington Saints    |
| 6      | Jarrod Kenny       | 1/2   | 17 septembre 1985 | 1,88 m | Cairns Taipans       |
| 9      | Corey Webster      | 2/1   | 29 novembre 1988  | 1,89 m | New Zealand Breakers |
| 10     | Thomas Abercrombie | 3     | 5 juillet 1987    | 1,98 m | Wellington Saints    |
| 14     | Robert Loe         | 5     | 5 août 1991       | 2,11 m | New Zealand Breakers |
| 16     | Tohi Smith-Milner  | 4     | 6 octobre 1995    | 2,06 m | Melbourne United     |
| 20     | Jordan Ngatai      | 3     | 7 mars 1993       | 1,96 m | New Zealand Breakers |
| 25     | Ethan Rusbatch     | 2/3   | 24 mai 1992       | 1,96 m | Hawkes Bay Hawks     |
| 35     | Alex Pledger       | 5     | 27 mars 1987      | 2,15 m | Melbourne United     |
| 42     | Isaac Fotu         | 4     | 18 décembre 1993  | 2,03 m | Ratiopharm Ulm       |

## Soutien et image

### Tall Blacks
Les Tall Blacks (Tall : grand ; Blacks : noirs) est le surnom de l'équipe nationale, choisi pour rappeler le nom de l'équipe nationale de rugby à XV les All Blacks. Pour des raisons de partenariat, le nom de la chaîne de restauration Burger King est souvent accolée au surnom, on parle ainsi désormais des Burger King Tall Blacks.